# Kila församling, Västerås stift
Kila församling var en församling som ingick i Kumla, Tärna och Kila pastorat i Norra Västmanlands kontrakt i Västerås stift i Svenska kyrkan. Församlingen låg i Sala kommun i Västmanlands län. 1 januari 2025 uppgick församlingen i Kumla, Tärna och Kila församling.

## Administrativ historik
Församlingen hade medeltida ursprung och utgjorde till 1962 ett eget pastorat. Församlingen var från 1962 annexförsamling i pastoratet Kumla, Tärna och Kila och från 2016 med namnet Kumla, Tärna och Kila pastorat. 1 januari 2025 uppgick församlingen i Kumla, Tärna och Kila församling.

## Kyrkor
- Kila kyrka
- Sätra brunns kyrka